# Mozart: Versenymű hárfára, fuvolára és zenekarra
Wolfgang Amadeus Mozart C-dúr versenymű fuvolára, hárfára és zenekarra  című műve a Köchel-jegyzékben 299 szám alatt, a korábbi kiadásban a KE 297c szám alatt szerepel.

## Keletkezése-története
A mű 1778 áprilisában keletkezett. Mozart ekkor Párizsban járt. Pártfogója, Grimm báró közbenjárása nyomán Guines herceg házában fogadta a fiatal muzsikust. Mozart levelében elragadtatással ír arról, hogy milyen hasonlíthatatlanul szépen fuvolázott a herceg, leánya pedig milyen nagyszerűen hárfázott. A látogatás azzal végződött, hogy a herceg versenyművet rendelt Mozartnál a maga és leánya számára.

## Szerkezete, jellemzői
Tételei:
1. Allegro
2. Andantino
3. Rondeau. Allegro

A mű  könnyed, elegáns társasági muzsika. A formát már az első tételben lazára engedi a zeneszerző, nem zárkózik el új gondolatok csábítása elől, és szívesen ad teret egy-egy virtuóz koncertáló szólamnak. 
Különösen az átvezető részen hagyja képzeletét eluralkodni: a szonátaforma ilyen módon való szerkesztését Mozart még annak idején Johann Schobert (1720-1767), a franciává lett német zeneszerző zongoramuzsikájából sajátította el. A két szólóhangszer közül a hárfa az, amely tematikus anyagában a formaképző elemekhez kötődik, a fuvola viszont merészebben hoz újat.
| Versenymű fuvolára, hárfára és zenekarra- 1. Allegro                                            |
|                                                                                                 |
| Az Illinois Egyetem Kamarazenekara vez:Ian Hobson, Alexander Murray, fuvola és Ann Yeung, hárfa |

| Versenymű fuvolára, hárfára és zenekarra- 2. Andantino                                          |
|                                                                                                 |
| Az Illinois Egyetem Kamarazenekara vez:Ian Hobson, Alexander Murray, fuvola és Ann Yeung, hárfa |

Igen érdekes a zárótétel megoldása, ennek során megismerjük azt az - olasz eredetű, franciás gavotte-ritmusban feldolgozott- témát, amelyet évek múlva a Kis éji zene románcában fogalmazott meg végleges alakjában a zeneszerző.  
| Versenymű fuvolára, hárfára és zenekarra- 3. Rondeau Allegro                                    |
|                                                                                                 |
| Az Illinois Egyetem Kamarazenekara vez:Ian Hobson, Alexander Murray, fuvola és Ann Yeung, hárfa |

## Ismertség, előadási gyakoriság
Hangversenyen, hanglemezen, vagy elektronikus médiákban viszonylag gyakran hallgatható darab. 2006-ban, a Mozart-év kapcsán a Magyar Rádió MR3-Bartók Rádiójának Mozart összes művét bemutató sorozatában is hallható volt, a fuvolaszólamot Irena Grafenauer, a hárfaszólamot Maria Graf játszotta, a St. Martin-in-the-Fields Kamarazenekart Neville Marriner vezényelte.